# Davide Bramati

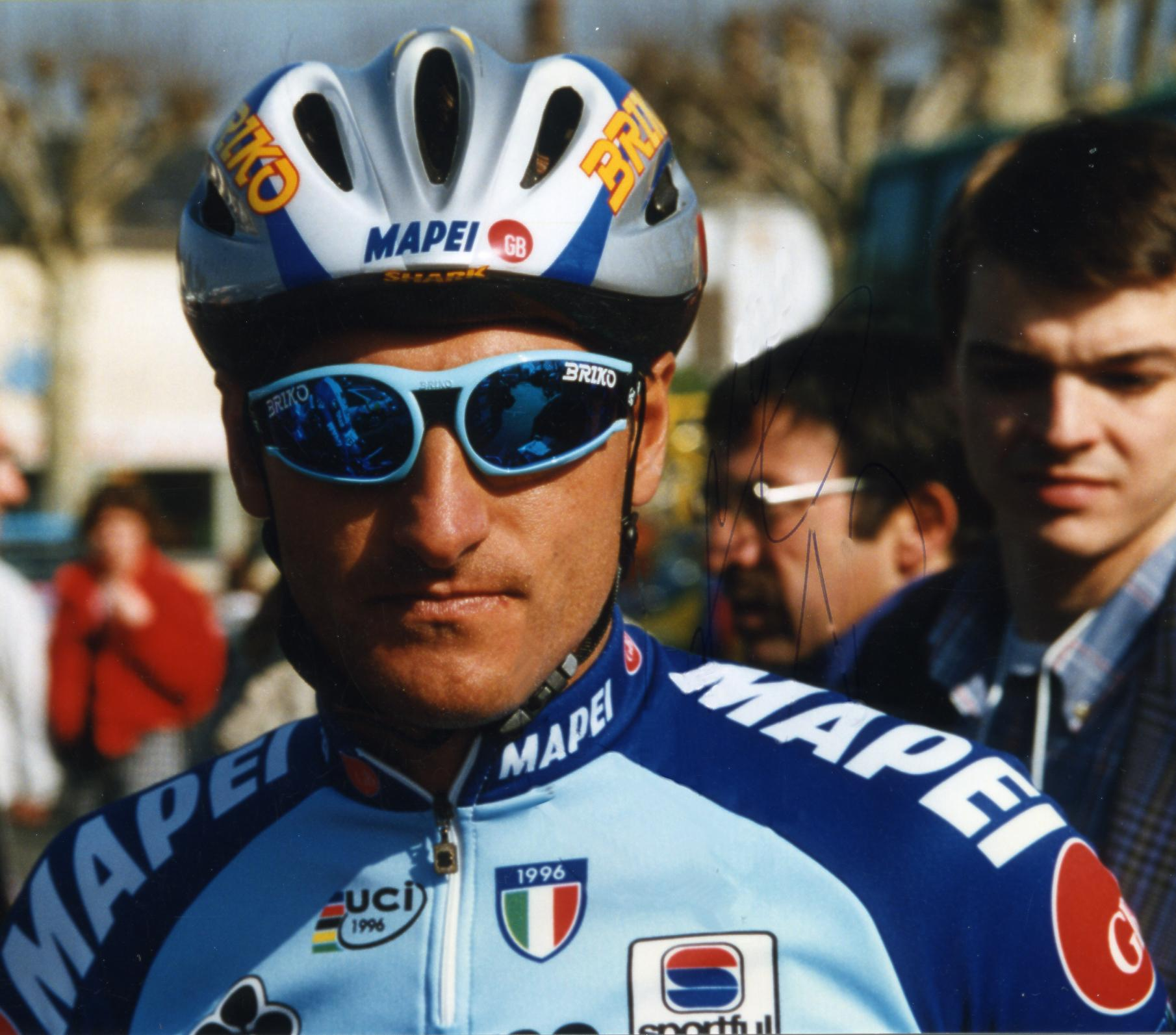
Davide Bramati

Davide Bramati (* 28. Juni 1968 in Vaprio d’Adda) ist ein ehemaliger italienischer Radrennfahrer und späterer Sportlicher Leiter.

## Werdegang
Davide Bramati begann seine Karriere 1990 beim italienischen Radsportteam Diana-Colnago, dem späteren Lampre-Team. Von 1997 bis zu seinem Karriereende 2006 fuhr er für Mapei, dem späteren Team Quick Step.
Sein größter Erfolg gelang ihm mit dem Sieg der 17. Etappe der Vuelta a España 2000, als er sich kurz vor dem Ziel aus einer fünfköpfigen Ausreißergruppe lösen konnte. Außerdem gewann Bramati während seiner Karriere Etappen bei Portugal-Rundfahrt, der Polen-Rundfahrt, beim Giro del Trentino, der Murcia-Rundfahrt und der Aragon-Rundfahrt.
Nach dem Giro d’Italia 2006 beendete Davide Bramati seine lange Karriere und wurde anschließend Sportlicher Leiter bei seiner letzten Mannschaft Quick Step.

## Erfolge
1992
- eine Etappe Portugal-Rundfahrt

1995
- eine Etappe Polen-Rundfahrt

1997
- eine Etappe Giro del Trentino

1999
- eine Etappe Murcia-Rundfahrt

2000
- eine Etappe Vuelta a España

2002
- eine Etappe Aragon-Rundfahrt

## Teams
- 1990 Diana-Colnago
- 1991 Colnago-Lampre
- 1992 Lampre-Colnago
- 1993 Lampre-Polti
- 1994 Lampre-Panaria
- 1996 Panaria-Vinavil
- 1997 Mapei-GB
- 1998 Mapei-Bricobi
- 1999–2002 Mapei-Quick Step
- 2003–2004 Quick Step-Davitamon
- 2005 Quick Step
- 2006 Quick Step-Innergetic